# Specie locale

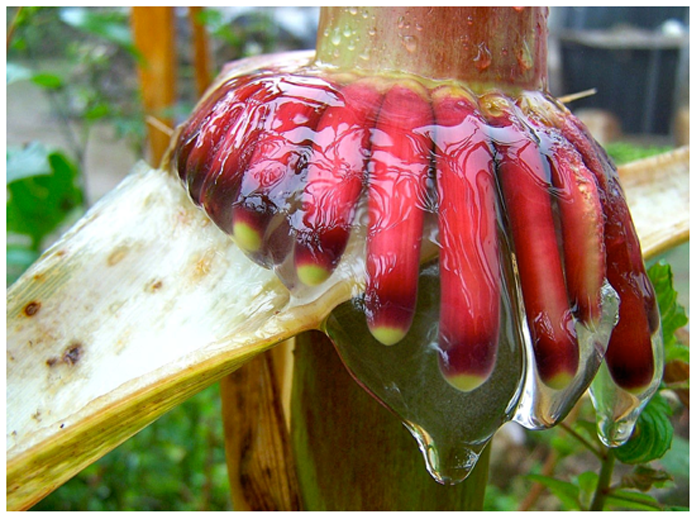
Radici aeree di una varietà locale di mais coltivata in terreni poveri di azoto nella Sierra Mixe, nota per le sue estese radici aeree con un gel batterico che fornisce il 29-82% dell'apporto di azoto della pianta.

Una specie locale o razza locale (landrace) è una varietà domesticata, adattata localmente e spesso tradizionale, di una specie animale o vegetale che si è sviluppata nel tempo, attraverso l'adattamento al suo ambiente naturale e culturale di agricoltura e pastorizia, e a causa dell'isolamento da altre popolazioni della specie. Le razze locali sono distinte dalle cultivar e dalle razze standard.
Una percentuale significativa di agricoltori in tutto il mondo coltiva colture autoctone, e la maggior parte delle varietà vegetali autoctone sono associate a sistemi agricoli tradizionali. Le varietà autoctone di molte colture sono probabilmente coltivate da millenni. La crescente dipendenza da cultivar di piante moderne che sono allevate per essere uniformi ha portato a una riduzione della biodiversità, perché la maggior parte della diversità genetica delle specie vegetali domestiche risiede nelle varietà autoctone e in altre varietà utilizzate tradizionalmente. Alcuni agricoltori che utilizzano varietà scientificamente migliorate continuano anche a coltivare varietà autoctone per ragioni agronomiche che includono un migliore adattamento all'ambiente locale, minori requisiti di fertilizzanti, costi inferiori e una migliore resistenza alle malattie. Le preferenze culturali e di mercato per le varietà autoctone includono usi culinari e attributi del prodotto come consistenza, colore o facilità d'uso.
Le razze locali delle piante sono state oggetto di più ricerca accademica e la maggior parte della letteratura accademica sulle razze locali è focalizzata sulla botanica in agricoltura, non sull'allevamento di animali. Le razze locali degli animali sono distinte dalle specie selvatiche ancestrali del patrimonio animale moderno e sono anche distinte da specie o sottospecie separate derivate dallo stesso antenato del patrimonio domestico moderno. Non tutte le razze locali derivano da un patrimonio animale selvatico o antico; in alcuni casi, in particolare cani e cavalli, gli animali domestici sono fuggiti in numero sufficiente in un'area per riprodurre popolazioni selvatiche che formano nuove razze locali attraverso la pressione evolutiva.

## Caratteristiche

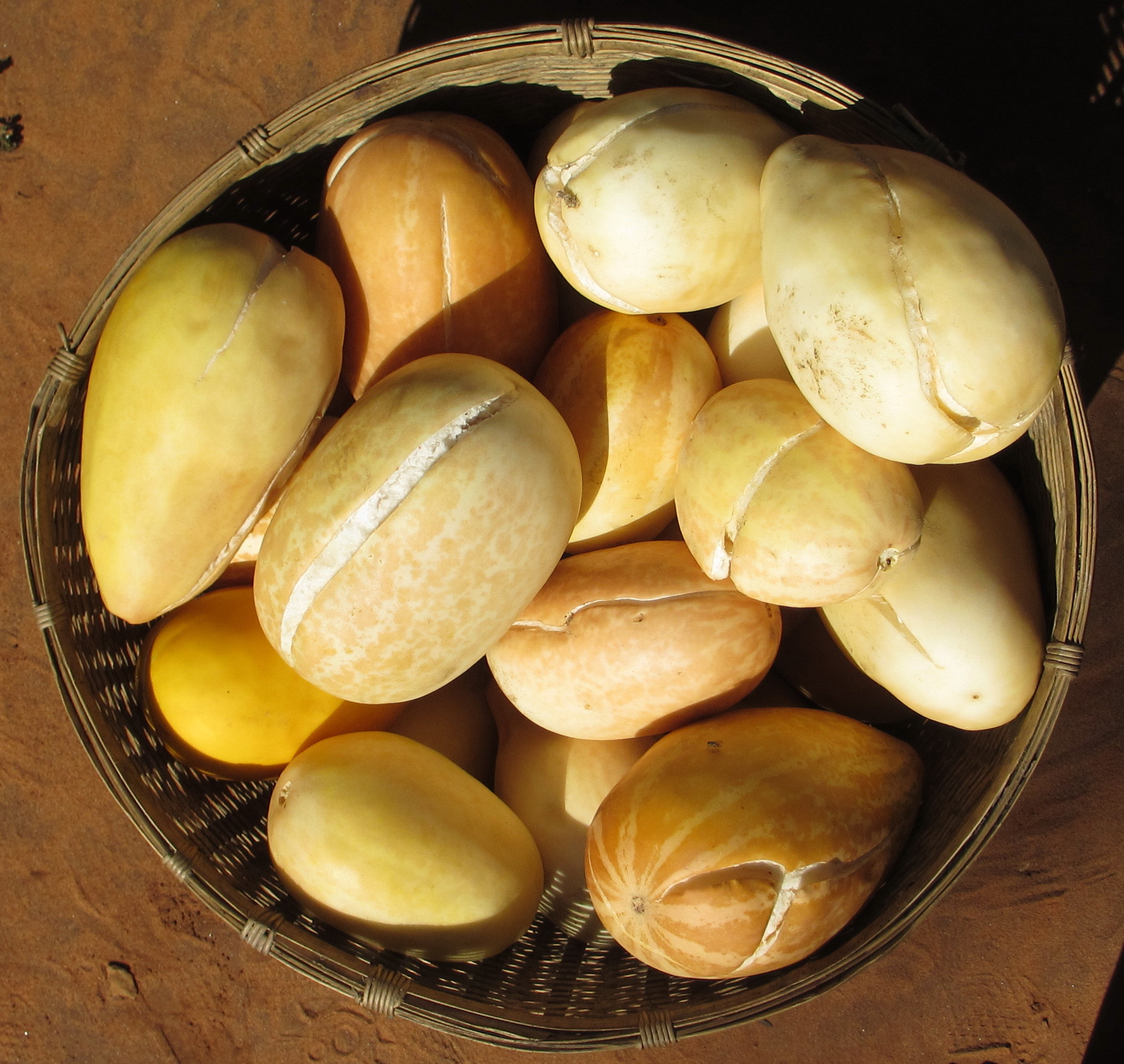
Un cesto di meloni di razza locale Cucumis melo sottospecie agrestis, gruppo di cultivar Momordica dalla città di Pemba, Mozambico settentrionale. La razza locale incorpora diversi colori e motivi della superficie del frutto.

Ci sono differenze tra fonti autorevoli sui criteri specifici che descrivono le razze locali, sebbene ci sia un ampio consenso sull'esistenza e l'utilità della classificazione. I singoli criteri possono essere ponderati in modo diverso a seconda dell'attenzione di una data fonte (ad esempio, regolamentazione governativa, scienze biologiche, agroindustria, antropologia e cultura, conservazione ambientale, allevamento e allevamento di animali domestici, ecc.). Inoltre, non tutte le cultivar concordate come razze locali esibiscono ogni caratteristica di una razza locale. Le caratteristiche generali che caratterizzano una razza locale possono includere:
- È morfologicamente distintivo e identificabile (cioè, ha caratteristiche o proprietà particolari e riconoscibili), eppure rimane "dinamico".
- È geneticamente adattato e ha la reputazione di essere in grado di resistere alle condizioni dell'ambiente locale, tra cui il clima, le malattie e i parassiti, persino le pratiche culturali.
- Non è il prodotto di programmi di allevamento formali (governativi, organizzativi o privati), e potrebbe non essere sottoposto a selezione, sviluppo e miglioramento sistematici da parte degli allevatori.
- Viene mantenuto e coltivato in modo meno deliberato rispetto a una razza standardizzata, con il suo isolamento genetico principalmente una questione di geografia che agisce su qualsiasi animale che capita di essere portato dagli esseri umani in una determinata area.
- Ha un'origine storica in un'area geografica specifica, avrà solitamente un nome locale, e sarà spesso classificato in base allo scopo previsto.
- Laddove è possibile misurare la resa (ad esempio di un raccolto di cereali o di frutta), una razza locale mostrerà un'elevata stabilità della resa, anche in condizioni avverse, ma un livello di resa moderato, anche in condizioni gestite con attenzione.
- A livello di test genetici, la sua ereditarietà mostrerà un certo grado di integrità, ma ancora una certa eterogeneità genetica (cioè diversità genetica).

## Terminologia
Landrace significa letteralmente "razza di campagna" (tedesco: Landrasse) e termini simili si trovano in varie lingue germaniche. Il primo riferimento noto al ruolo delle razze locali come risorse genetiche fu fatto nel 1890 in un congresso di agricoltura e silvicoltura a Vienna. Il termine fu definito per la prima volta da Kurt von Rümker nel 1908, e descritto più chiaramente nel 1909 da U.J. Mansholt, che scrisse che le razze locali hanno caratteristiche più stabili e una migliore resistenza alle condizioni avverse, ma hanno una capacità produttiva inferiore rispetto alle cultivar e sono inclini a cambiare geneticamente quando vengono spostate in un altro ambiente. H. Kiessling aggiunse nel 1912 che una razza locale è una miscela di forme fenotipiche nonostante la relativa uniformità esteriore e una grande adattabilità al suo ambiente naturale e umano.
La parola landrace entrò nell'inglese non accademico nei primi anni '30, tramite il maiale danese Landrace, una particolare razza di suino dalle orecchie cadenti. Molte altre lingue non usano termini separati, come landrace e breed, ma si affidano invece a una descrizione estesa per trasmettere tali distinzioni.
Il genetista D. Phillip Sponenberg ha descritto le razze animali all'interno di queste classi: la razza locale, la razza standardizzata, le razze "tipo" moderne, i ceppi industriali e le popolazioni selvatiche. Descrive le razze locali come una fase iniziale dello sviluppo della razza, creata da una combinazione di effetto fondatore, isolamento e pressioni ambientali. La selezione umana per obiettivi di produzione è anche tipica delle razze locali.
Quel termine stesso ha diverse definizioni da varie prospettive scientifiche e zootecniche. Alcuni di quei significati di razza si riferiscono al concetto di razze locali. Una linea guida della Food and Agriculture Organization of the United Nations (FAO) definisce razza locale (landrace e landrace breed) come "una razza che si è ampiamente sviluppata attraverso l'adattamento all'ambiente naturale e al sistema di produzione tradizionale in cui è stata allevata". Ciò è in contrasto con la sua definizione di razza standardizzata (standardized breed): "una razza di bestiame che è stata sviluppata secondo un rigoroso programma di isolamento genetico e selezione artificiale formale per ottenere un particolare fenotipo".
In varie specie domestiche (tra cui maiali, capre, pecore e oche) alcune razze standardizzate includono "Landrace" nei loro nomi, ma non soddisfano le definizioni ampiamente utilizzate di razze locali. Ad esempio, il maiale British Landrace è una razza standardizzata, derivata da razze precedenti con nomi "Landrace".
La varietà degli agricoltori, solitamente applicata alle cultivar locali, o vista come intermedia tra una razza locale e una cultivar, può anche includere razze locali quando si fa riferimento a varietà vegetali non sottoposte a programmi di allevamento formali.

### Razze autoctone e alloctone
Una razza locale o prodotta per lungo tempo all'interno del sistema agricolo in cui si trova è definita razza autoctona, mentre una introdotta più di recente è definita razza alloctona.
Nell'ambito dell'agronomia accademica, il termine razza autoctona è talvolta utilizzato con una definizione più tecnica, legata alla produttività, sintetizzata da A.C. Zeven da definizioni precedenti a partire da quella di Mansholt: "una razza autoctona è una varietà con un'elevata capacità di tollerare lo stress biotico e abiotico, con conseguente elevata stabilità della resa e un livello di resa intermedio in un sistema agricolo a basso input".
I termini autoctono e alloctono sono più spesso applicati alle piante, mentre gli animali sono più spesso definiti indigeni o nativi. Esempi di riferimenti nelle fonti a razze locali di bestiame a lungo termine includono costruzioni come "razze locali indigene di pecore", e "le pecore Leicester Longwool sono state allevate con le razze locali native della regione". Un certo utilizzo di autoctono si verifica in riferimento al bestiame, ad esempio "razze autoctone di bovini come i bovini di montagna asturiani - Ratina e Casina - e i bovini Tudanca".

## Biodiversità e conservazione

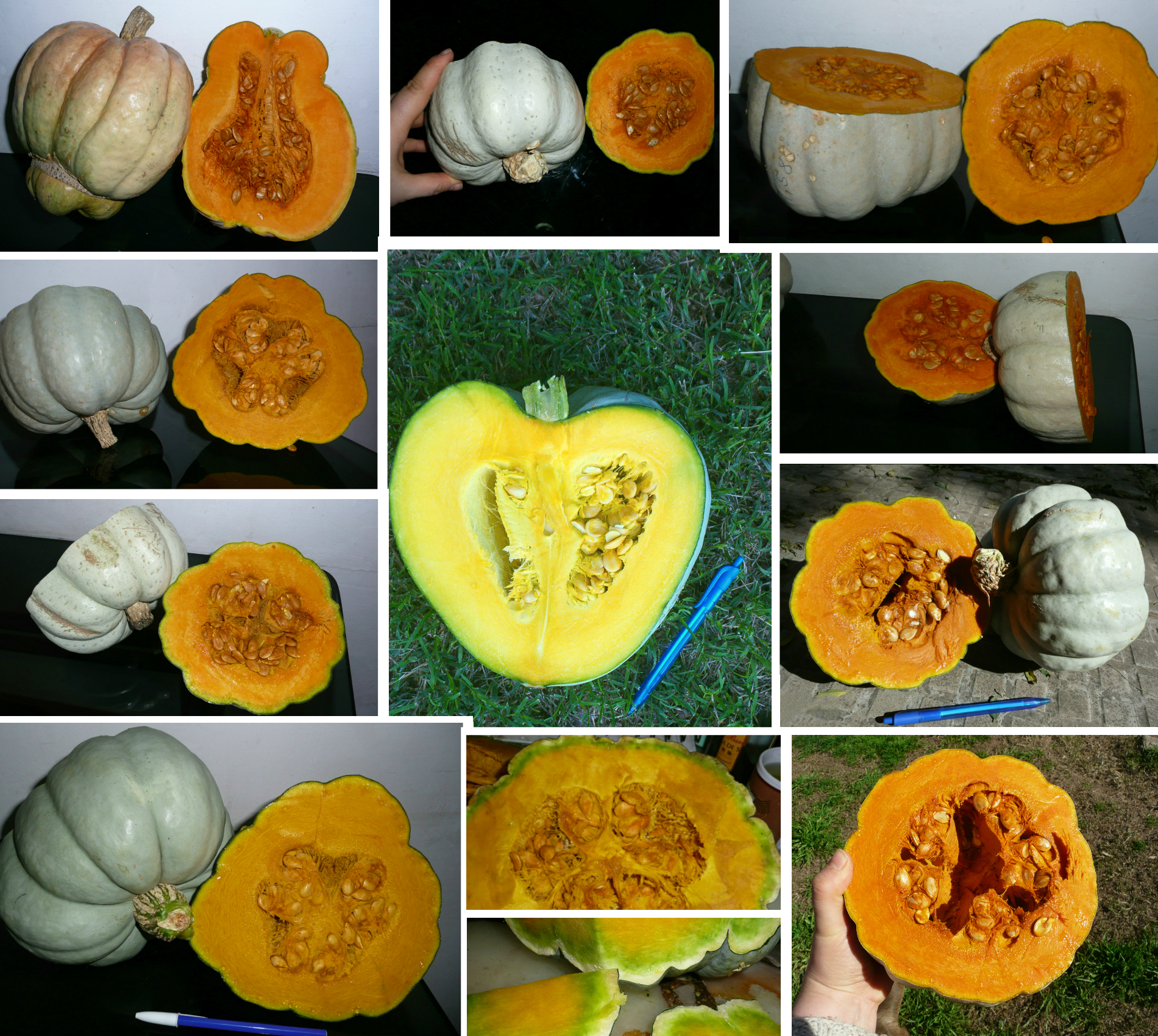
Un gruppo morfologicamente diversificato di frutti della varietà autoctona Zapallo Plomo della zucca Cucurbita maxima.

Una percentuale significativa di agricoltori in tutto il mondo coltiva colture autoctone.
Nel 1927, al Congresso Internazionale dell'Agricoltura, organizzato dal predecessore della FAO, si tenne un'ampia discussione sulla necessità di conservare le razze locali. Una raccomandazione che i membri organizzassero la conservazione delle razze locali nazione per nazione non riuscì a portare a sforzi di conservazione diffusi.
Le razze locali sono spesso esenti da molti vincoli di proprietà intellettuale e altri vincoli normativi. Tuttavia, in alcune giurisdizioni, concentrarsi sulla loro produzione può comportare la perdita di alcuni benefici concessi ai produttori di organismi geneticamente selezionati e omogenei, tra cui la legislazione sui diritti degli allevatori, una più facile disponibilità di prestiti e altri servizi aziendali, persino il diritto di condividere semi o scorte con altri, a seconda di quanto favorevoli siano le leggi nell'area agli interessi dell'agroindustria ad alto rendimento.
Come afferma Regine Andersen del Fridtjof Nansen Institute (Norvegia) e del Farmers' Rights Project, "La biodiversità agricola si sta erodendo. Questa tendenza sta mettendo a rischio la capacità delle generazioni future di nutrirsi. Per invertire la tendenza, devono essere implementate nuove politiche in tutto il mondo. L'ironia della questione è che gli agricoltori più poveri sono gli amministratori della diversità genetica". La protezione degli interessi degli agricoltori e la protezione della biodiversità sono al centro del Trattato internazionale sulle risorse fitogenetiche per l'alimentazione e l'agricoltura (il "trattato internazionale sui semi" in breve), sotto l'Organizzazione delle Nazioni Unite per l'alimentazione e l'agricoltura (FAO), sebbene le sue preoccupazioni non siano esclusivamente limitate alle razze locali.
Le razze autoctone hanno svolto un ruolo fondamentale nello sviluppo delle razze standardizzate, ma oggi sono minacciate dal successo di mercato delle razze standardizzate. Nei paesi in via di sviluppo, le razze autoctone svolgono ancora un ruolo importante, soprattutto nei sistemi di produzione tradizionali. Gli esemplari all'interno di una razza autoctona animale tendono a essere geneticamente simili, sebbene più diversificati rispetto ai membri di una razza standardizzata o formale.

### Conservazione delle razze autoctone in situ ed ex situ

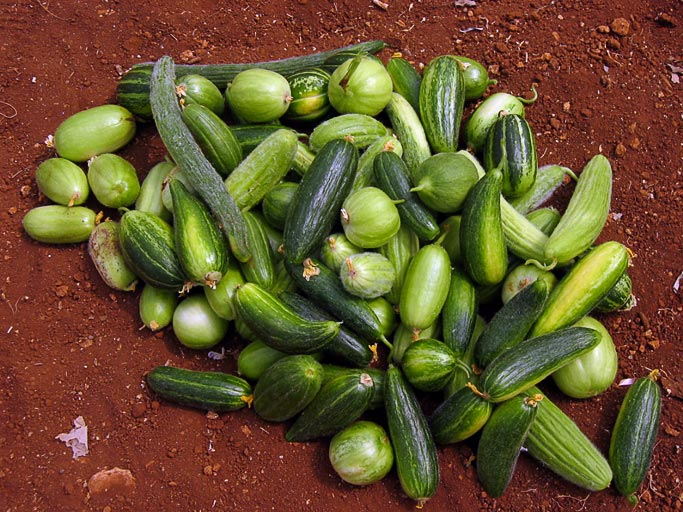
Carosello e Barattiere, varietà autoctone italiane di Cucumis melo i cui frutti vengono consumati acerbi.

Sono stati utilizzati due approcci per conservare le varietà locali delle piante:
- in situ, dove la varietà locale viene coltivata e conservata dagli agricoltori nelle aziende agricole.
- ex situ, dove la razza locale viene conservata in un ambiente artificiale, come una banca genetica, utilizzando controlli quali pacchetti laminati mantenuti congelati a -18 °C.

Poiché la quantità di terreno agricolo dedicato alla coltivazione di colture autoctone diminuisce, come nell'esempio delle varietà autoctone di grano nella Mezzaluna Fertile, le varietà autoctone possono estinguersi durante la coltivazione. Pertanto, le pratiche di conservazione delle varietà autoctone ex situ sono considerate un modo per evitare di perdere completamente la diversità genetica. Una ricerca pubblicata nel 2020 ha suggerito che i metodi esistenti di catalogazione della diversità all'interno delle banche genetiche ex situ non riescono a catalogare le informazioni appropriate per le colture autoctone.
Uno sforzo di conservazione in situ per salvare la varietà locale di zucca Berrettina di Lungavilla ha utilizzato pratiche di miglioramento genetico partecipativo delle piante al fine di incorporare la comunità locale nel lavoro.

### Preservare le varietà autoctone dei cereali
Sono in corso sforzi di conservazione per i ceppi di cereali, comprese le collezioni di germoplasma in situ e consultabili online (banche dei semi), coordinate da Biodiversity International e dal National Institute of Agricultural Botany (NIAB, Regno Unito). Tuttavia, potrebbe essere necessario fare di più, perché la varietà genetica delle piante, la fonte della salute delle colture e della qualità dei semi, dipende da una diversità di razze locali e altre varietà utilizzate tradizionalmente. Gli sforzi (a partire dal 2008) si sono concentrati principalmente sulla penisola iberica, sui Balcani e sulla Russia europea, e sono stati dominati da specie provenienti da aree montuose. Nonostante la loro incompletezza, questi sforzi sono stati descritti come "cruciali per prevenire l'estinzione di molti di questi ecotipi locali".
Uno studio agricolo pubblicato nel 2008 ha dimostrato che le colture di cereali autoctone hanno iniziato a declinare in Europa nel XIX secolo, tanto che le varietà autoctone di cereali "sono in gran parte cadute in disuso" in Europa. La coltivazione di varietà autoctone nell'Europa centrale e nord-occidentale è stata quasi sradicata all'inizio del XX secolo, a causa della pressione economica per coltivare cultivar migliorate e moderne. Mentre molte nella regione sono già estinte, alcune sono sopravvissute grazie alla trasmissione di generazione in generazione, e sono state anche riprese da appassionati fuori dall'Europa per preservare l'agricoltura europea e la cultura alimentare altrove. Queste sopravvivenze sono solitamente destinate a usi specifici, come la paglia, la cucina tradizionale europea e la produzione di birra artigianale.

## Piante

### Sviluppo di varietà vegetali autoctone
L'etichetta landrace include cultigeni regionali che sono geneticamente eterogenei, ma con caratteristiche in comune sufficienti a consentire il loro riconoscimento come gruppo. Queste caratteristiche sono utilizzate dagli agricoltori per gestire la diversità e la purezza all'interno delle razze locali.
In alcune culture, lo sviluppo di nuove razze locali è tipicamente limitato ai membri di specifici gruppi sociali, come le donne o gli sciamani. Mantenere le razze locali esistenti, come sviluppare nuove razze locali, richiede che gli agricoltori siano in grado di identificare le caratteristiche specifiche delle colture e che tali caratteristiche vengano trasmesse alle generazioni successive.
Nel tempo, il processo di identificazione delle caratteristiche distintive o delle caratteristiche di una nuova razza locale viene rafforzato dai processi di coltivazione; ad esempio, i discendenti di una pianta che è notevolmente tollerante alla siccità possono diventarlo in modo iterativo attraverso l'allevamento selettivo, poiché gli agricoltori la considerano migliore per le aree aride e danno priorità alla sua piantagione in quelle località. Questo è un modo in cui i sistemi agricoli possono sviluppare nel tempo un portafoglio di razze locali che hanno nicchie ecologiche e usi specifici.
Al contrario, le cultivar moderne possono anche essere sviluppate in una razza locale nel tempo quando gli agricoltori conservano i semi e praticano l'allevamento selettivo.
Sebbene le razze locali siano spesso discusse una volta che sono diventate endemiche di una particolare regione geografica, le razze locali sono sempre state spostate su lunghe e brevi distanze. Alcune razze locali possono adattarsi a vari ambienti, mentre altre prosperano solo in condizioni specifiche. Le specie autofertilizzanti e popolate vegetativamente si adattano modificando le frequenze dei fenotipi. Le colture consanguinee assorbono nuovi genotipi tramite ibridazione intenzionale e non intenzionale o tramite mutazione.
Un chiaro esempio di razza vegetale locale consisterebbe nei diversi adattamenti del grano ai vincoli differenziali della selezione artificiale.

### Cultivar sviluppate da razze autoctone
I membri di una varietà autoctona, selezionati per uniformità rispetto a una caratteristica unica nel corso di un periodo di tempo, possono essere sviluppati in una varietà o cultivar degli agricoltori. I tratti delle razze autoctone sono preziosi per l'incorporazione in linee d'élite. I geni di resistenza alle malattie delle colture delle razze autoctone possono fornire resistenze eternamente necessarie a varietà moderne più ampiamente utilizzate.

### Esempi di varietà locali di piante

#### Fagioli
| Nome              | Specie                | Origine           | Descrizione |
| ----------------- | --------------------- | ----------------- | --- |
| Fagiolo Caparrona | Phaseolus vulgaris    | Monzón, Spagna    | Conosciuto anche con il nome di Caparrona de Monzón, caratterizzato da piante altamente produttive con fagioli bianchi che presentano un motivo marrone attorno all'ilo, brillantezza media e forma ovale. Il fagiolo Caparrona è solitamente utilizzato come fagiolo secco ma può essere consumato anche come fagiolo verde. |
| Fagiolo Ganxet    | Phaseolus vulgaris L. | Vallès, Catalogna | La semina avviene normalmente a metà luglio. Questi fagioli sono appiattiti, bianchi e leggermente lucidi. I baccelli sono lunghi in media circa 15 cm. |

#### Carote
| Nome                | Specie        | Origine           | Descrizione                            |
| ------------------- | ------------- | ----------------- | -------------------------------------- |
| Carota di Polignano | Daucus carota | Polignano, Italia | Radici multicolori dal giallo al viola |

#### Mais
| Nome             | Specie   | Origine     | Descrizione                                                                                         |
| ---------------- | -------- | ----------- | --------------------------------------------------------------------------------------------------- |
| Mais Sierra Mixe | Zea mays | Sierra Mixe | Insolitamente alto e con radici aeree che secernono muco che supporta i batteri che fissano l'azoto |

#### Gombo
| Nome            | Specie                 | Origine    | Descrizione                                                                           |
| --------------- | ---------------------- | ---------- | ------------------------------------------------------------------------------------- |
| Khandahar Pendi | Abelmoschus esculentus | Afganistan | Ha baccelli verdi, rossi, rosa o bianchi che hanno una varietà di forme e dimensioni. |

#### Piselli
| Nome   | Specie        |
| ------ | ------------- |
| Maruti | Cajanus cajan |

#### Peperoni
| Nome                       | Specie            | Origine                   | Descrizione |
| -------------------------- | ----------------- | ------------------------- | --- |
| Cacho de cabra             | Capsicum annuum   | Regione del Maule in Cile | Considerato il più popolare nella regione del Maule |
| Chileno negro              | Capsicum baccatum | Regione del Maule in Cile | |
| Pepe chimayó               |                   | Chimayó, Nuovo Messico    | Considerata la più nota delle varietà autoctone di peperoncino del Nuovo Messico |
| Santo Domingo Pueblo chili |                   | Kewa Pueblo               | Una varietà autoctona a maturazione precoce proveniente dal pueblo che fungeva da quartier generale per le missioni coloniali spagnole e da luogo chiave di resistenza contro i coloni spagnoli nel 1600. |

#### Riso
| Nome           | Origine      | Descrizione |
| -------------- | ------------ | --- |
| Jumli Marshi   | Nepal        | Una varietà autoctona di riso tollerante al freddo e popolare, coltivata negli ecosistemi montani. È stato utilizzato un programma di miglioramento genetico evolutivo delle piante per aumentarne la resistenza alla malattia del brusone, mantenendo al contempo la diversità delle varietà autoctone. |
| Riso Kalanamak | Nepal, India | Un riso non basmati con chicchi di media lunghezza e sottili. Le quattro varietà di Kalanamak sono KN 3, Bauna Kalanamak 101, Bauna Kalanamak 102 e Kalanamak Kiran, sviluppate dal Dott. RC Chaudhary. Si allunga dopo la cottura, che è una delle sue caratteristiche qualitative più importanti.      |

#### Cucurbita
| Nome                                                    | Specie                           | Origine                                  | Descrizione |
| ------------------------------------------------------- | -------------------------------- | ---------------------------------------- | --- |
| Berrettina di Lungavilla                                | Cucurbita maxima                 | Pianura alluvionale del fiume Po, Italia | Dalla pianura alluvionale del Po nell'Italia settentrionale che si è quasi estinta |
| Cappello del prete                                      |                                  | Bassa piacentina e Bassa parmense        | Un insaccato stagionato di forma triangolare che ricorda, per l'appunto, il cappello usato dai preti ed è riconosciuto come Prodotto agroalimentare tradizionale. |
| Plato kuum, cmejen kuum, calabacita kuum, xplato, 'kuum | Probabilmente Cucurbita moschata | Yucatan, Messico                         | Zucca con 'pepita menuda' (spagnolo) che significa 'semi sottili' Conosciuta come la 'sorellina' della Cucurbita moschata Xnuk kuum. Xplato (spagnolo-maya) si traduce letteralmente in piatto piano. Utilizzata per preparare un dolce chiamato calabaza melada. |
| Candy roaster                                           | Cucurbita maxima                 | Appalachi meridionali                    | Sviluppato dal popolo Cherokee. Un'acquisizione del Dipartimento dell'agricoltura degli Stati Uniti del 1960 nota che i Candy Roasters erano stati coltivati per più di 100 anni a quella data. È variabile per dimensione e forma con più di 40 forme distinte secondo un'autorità. I Candy Roasters presentano costantemente una polpa arancione dalla consistenza fine, mentre variano per dimensione (da 10 libbre a più di 250 libbre ossia da 4 a 113 kg circa); forma (tra cui rotonda, cilindrica, a goccia e squadrata); e colore (rosa, marrone chiaro, verde, blu, grigio e arancione). |
| Zucca Lakota                                            | Cucurbita maxima                 | Nebraska                                 | Sviluppato da una varietà autoctona di zucca coltivata dai nativi americani che vivevano lungo la valle del Missouri insieme al germoplasma di zucca Hubbard o di una cultivar simile |
| Zucca Nanticoke                                         | Cucurbita maxima                 | Maryland e Delaware                      | Coltivato dal popolo Nanticoke (o Kuskarawaok), uno dei gruppi più a sud della famiglia linguistica Algonquin, che viveva nell'area oggi conosciuta come Maryland e Delaware durante il periodo coloniale americano quando la Cucurbita maxima arrivò in Nord America. L'ampia diversità del frutto riflette la diversità genetica della razza locale. |
| Zucca di Napoli                                         | Cucurbita moscata                | Florida                                  | Una razza autoctona originariamente coltivata dal popolo Seminole di quella che oggi è la Florida. I naturalisti hanno registrato zucche Seminole appese agli alberi nel XVIII secolo. |

#### Tomatillo
| Nome                                                            | Specie            | Origine   | Descrizione |
| --------------------------------------------------------------- | ----------------- | --------- | --- |
| Acorazado, Acorazonado, Regina di Malinalco, Reina de Malinalco | Physalis ixocarpa | Malinalco | Il nome si traduce come "a forma di cuore", riflettendo la morfologia che è stata anche descritta come "a punta o a forma di siluro", il che è insolito per un tomatillo. I tomatillo hanno un sapore fruttato e dolce. |

#### Pomodori[47]
| Nome                                               |
| -------------------------------------------------- |
| Pomodoro cuore di bue                              |
| Pomodoro Corborino                                 |
| Pomodoro Lucariello                                |
| Pomodoro di San Marzano dell'agro sarnese-nocerino |

#### Grano[29]
| Nome       |
| ---------- |
| Arndeto    |
| Aybo       |
| Enat gebs  |
| Kurkure    |
| Loko       |
| Meher gebs |
| Mengesha   |
| Nechita    |
| Sene gebs  |
| Set-Akuri  |
| Temei      |
| Tikur gebs |

## Animali

### Sviluppo delle razze animali
Alcune razze animali standardizzate hanno origine da tentativi di rendere le razze locali più coerenti attraverso l'allevamento selettivo, e una razza locale può diventare una razza più formale con la creazione di un registro di razza o la pubblicazione di uno standard di razza. In tal caso, si può pensare alla razza locale come a una "fase" nello sviluppo della razza vera e propria. Tuttavia, in altri casi, la formalizzazione di una razza locale può comportare la perdita della risorsa genetica di essa attraverso l'incrocio.
Mentre molti animali di razza locale sono associati all'agricoltura, altri animali domestici sono stati utilizzati come mezzi di trasporto, come animali da compagnia, per scopi sportivi e per altri usi non agricoli, quindi la loro distribuzione geografica può differire. Ad esempio, le razze locali di cavalli sono meno comuni perché l'uso umano di loro per il trasporto ha comportato che si siano spostati con le persone più comunemente e costantemente rispetto alla maggior parte degli altri animali domestici, riducendo l'incidenza di popolazioni isolate geneticamente a livello locale per lunghi periodi di tempo.

### Esempi di razze animali autoctone

#### Gatti
Molte razze standardizzate sono state derivate piuttosto di recente (entro un secolo o meno) da razze autoctone. Esempi, spesso chiamati razze naturali, includono Arabian Mau, Egyptian Mau, Korat, Kurilian Bobtail, Maine Coon, Manx, gatto delle foreste norvegesi, gatto siberiano e Siamese.
In alcuni casi, come nel caso delle razze gatto d'Angora e Turco Van e della loro possibile derivazione dalla razza autoctona del gatto Van, le relazioni non sono del tutto chiare.
| Nome                   |
| ---------------------- |
| Cyprus                 |
| Aegean                 |
| Domestico a pelo lungo |
| Domestico a pelo corto |
| Kellas                 |
| Sokoke                 |
| Thai                   |
| Gatto Van              |

#### Bestiame
| Nome             | Origine                                | Descrizione |
| ---------------- | -------------------------------------- | --- |
| Bovini islandesi | Islanda                                | In quanto popolazione risalente all'epoca dell'insediamento islandese, è probabile che siano la razza bovina più antica d'Europa, a causa del loro isolamento genetico per la maggior parte di quel periodo. |
| Bovini yakuti    | Repubblica di Sakha, Federazione Russa | Nota come la razza bovina più settentrionale e la più dissimile geneticamente dagli altri bovini. Questo gruppo di bovini potrebbe rappresentare un quarto evento di domesticazione dell'uro (e un terzo evento tra gli uri di tipo Bos taurus) e potrebbe essersi discostato dal gruppo del Vicino Oriente circa 35.000 anni fa. I bovini yakuti sono l'ultima razza bovina turano-mongola nativa rimasta in Siberia, e una delle poche razze turano-mongole pure rimaste in tutto il mondo. Gli studi sui marcatori del DNA sugli autosomi mostrano un'elevata distinzione genetica e indicano un isolamento genetico a lungo termine da altre razze; si può supporre che l'isolamento geografico oltre il normale limite settentrionale dell'areale della specie ne sia la causa. |

#### Cani
Le razze canine autoctone e le razze canine allevate selettivamente che seguono gli standard di razza variano notevolmente a seconda delle loro origini e del loro scopo. Le razze autoctone si distinguono dalle razze canine che hanno standard di razza, club di razza e registri.
I cani di razza hanno una maggiore varietà nel loro aspetto rispetto alle razze canine standardizzate. Un esempio di razza canina di razza con una razza standardizzata correlata con un nome simile è il collie. Lo Scotch Collie è una razza di razza, mentre il Rough Collie e il Border Collie sono razze standardizzate. Possono avere un aspetto molto diverso, sebbene il Rough Collie in particolare sia stato sviluppato dallo Scotch Collie tramite consanguineità per fissare alcuni tratti altamente desiderati. Al contrario della razza locale, nelle varie razze di Collie standardizzate, gli individui di razza pura corrispondono molto da vicino a un aspetto standard di razza, ma potrebbero aver perso altre caratteristiche utili e aver sviluppato tratti indesiderati legati alla consanguineità.
| Nome                                  | Origine            | Descrizione |
| ------------------------------------- | ------------------ | --- |
| Africanis                             | Africa meridionale | Cani che migrarono con le tribù Bantu nell'Africa meridionale. I cani erano liberi di accoppiarsi tra loro senza alcuna riproduzione selettiva. |
| Carolina Dog                          | Stati Uniti        | Sviluppata da cani originari dell'Asia questa razza autoctona è stata la base della razza standardizzata Carolina Dog. |
| Cane da pastore scozzese a pelo lungo | Scozia             | Il Rough Collie è stato allevato dalla razza autoctona Scotch Collie. |
| St. John's Water Dog                  | Terranova, Canada  | Ha costituito la razza di base per numerosi cani allevati appositamente, come il Labrador Retriever, il Chesapeake Bay Retriever, il Cape Shore Water Dog e il Terranova. |
| Saluki                                | Mezzaluna Fertile  | La razza moderna è tipicamente dal torace profondo e dalle zampe lunghe, e cani simili compaiono nell'arte medievale e antica. La razza è strettamente correlata al levriero afgano, una razza basale che precede l'emergere delle razze moderne nel XIX secolo, e il Saluki è stato allevato puro sia in Medio Oriente, anche dai reali, almeno da quell'epoca, sia in Occidente. |

#### Capre
Alcune razze standardizzate derivate da razze autoctone includono le capre Landrace olandesi, Landrace svedesi e Landrace finlandesi. La Landrace danese è un mix moderno di tre razze diverse, una delle quali era una razza denominata "Landrace".
| Nome                       | Origine           | Descrizione |
| -------------------------- | ----------------- | --- |
| Capra primitiva britannica | Isole Britanniche | Risalgono al Neolitico e probabilmente sono esistiti ininterrottamente come mandrie selvatiche fin da allora.                                                               |
| Capra islandese            | Islanda           | Può essere datato all'epoca dell'insediamento islandese e si presume che la popolazione sia stata geneticamente isolata per quasi tutto quel periodo di tempo               |
| Capra spagnola             | Spagna            | Questa razza autoctona sopravvive in numero maggiore nel sud degli Stati Uniti con il nome di "capra spazzola" o "capra macchia", tra gli altri nomi, rispetto alla Spagna. |

#### Cavalli
Il progenitore selvatico del cavallo domestico è estinto. È raro che le razze locali tra i cavalli domestici rimangano isolate, a causa dell'uso umano dei cavalli per il trasporto, che causa così lo spostamento dei cavalli da una popolazione locale all'altra.
Esempi di razze autoctone di cavalli includono anche popolazioni insulari in Grecia e Indonesia e, su scala più ampia, popolazioni del Nuovo Mondo derivate dalla razza fondatrice del cavallo spagnolo coloniale. 
| Nome              | Origine        |
| ----------------- | -------------- |
| Cavallo islandese | Islanda        |
| Pony di Terranova | Terranova      |
| Pony Shetland     | Isole Shetland |

#### Pecore
| Nome                       | Origine                |
| -------------------------- | ---------------------- |
| Barbados Black Belly       | Barbados               |
| Pecora islandese           | Islanda                |
| Pecora Shetland            | Isole Shetland, Scozia |
| Pecora Spælsau             | Norvegia               |
| Pecora di montagna gallese | Galles                 |

#### Maiali
Le razze suine standardizzate denominate "Landrace" spesso non sono in realtà razze autoctone o derivate da razze autoctone. La razza suina danese Landrace, con pedigree nel 1896 da una vera razza autoctona locale, è l'antenato principale della razza americana Landrace (anni '30). In questo modo, la razza svedese Landrace deriva dalla razza danese e da altre razze scandinave, così come la razza britannica Landrace.
| Nome           | Origine                                  | Descrizione |
| -------------- | ---------------------------------------- | --- |
| Maiale Baudin  | Isola dei canguri, Australia Meridionale | Un tempo una specie autoctona selvatica, ora è estinta in natura. |
| Mulefoot       |                                          | Il maiale Mulefoot è nato come razza autoctona, ma è stato standardizzato a partire dai primi anni del 1900. |
| Maiale Lindröd | Scania, Svezia                           | La razza ha origine da una popolazione di Skånes Djurpark, che fu trovata a Linderödsåsen negli anni '50. Si pensa che sia l'ultima popolazione rimasta di una razza più antica di maiali allevata nelle foreste decidue della Svezia meridionale. |

#### Anatre
| Nome                    | Origine   | Descrizione                                                              |
| ----------------------- | --------- | ------------------------------------------------------------------------ |
| Anatra autoctona danese | Danimarca | Si ritiene che l'anatra danese moderna sia in qualche modo consanguinea. |
| Anatra blu svedese      | Svezia    | Da questa razza autoctona deriva una razza moderna con lo stesso nome.   |

#### Polli
| Nome                      | Origine   |
| ------------------------- | --------- |
| Gallina danese            | Danimarca |
| Gallina islandese         | Islanda   |
| Jærhøns                   | Norvegia  |
| Gallina svedese dei fiori | Svezia    |
| Gallina Shetland          | Scozia    |

#### Oche
Molte razze d'oca standardizzate denominate "Landrace", ad esempio l'oca Twente Landrace, in realtà non sono vere razze autoctone, ma potrebbero derivare da esse.
| Nome                 | Origine           | Descrizione |
| -------------------- | ----------------- | --- |
| Oca autoctona danese | Danimarca         | Disponibile in due varianti, grigia e grigia maculata. È un'oca di medie dimensioni, con un peso di circa 6 kg quando è completamente sviluppata. Il becco e le zampe dell'oca danese sono di un colore arancione intenso e gli occhi sono blu. L'incrocio spesso produce occhi marroni. ha una crescita lenta, con piccole covate e un basso tasso di riproduzione. Pertanto è caduta in disgrazia nella moderna produzione agricola. |
| Oca pellegrina       | Nuova Inghilterra | Questa razza autoctona è associata ai pellegrini del Mayflower della colonia di Plymouth, ed è stata anche standardizzata come razza formale dal 1939. Si pensa che discenda da un ceppo dell'Europa occidentale risalente al XVII secolo. |

#### Conigli
| Nome                 | Origine | Descrizione                                                     |
| -------------------- | ------- | --------------------------------------------------------------- |
| Coniglio di Gotland  | Gotland | Queste razze autoctone sono soggette a sforzi di conservazione. |
| Coniglio di Mellerud | Svezia  | Queste razze autoctone sono soggette a sforzi di conservazione. |